# Wahlkreis Buda II
Der Wahlkreis Buda II war ein Wahlkreis im Komitat Pest-Pilis-Solt für die Wahlen des Abgeordnetenhauses im Ungarischen Reichstag (bis 1867 Landtag genannt).

## Beschreibung
Der Wahlkreis war einer von 21 Wahlkreisen des Komitats Pest-Pilis-Solt. Als einer von zwei Wahlkreisen des Stadtteils Buda (neben dem Wahlkreis Buda I) von Budapest umfasste er teilweise das Gebiet des heutigen II. Budapester Bezirks. Vor der Entstehung von Budapest im Jahr 1873 war er einer der beiden Wahlkreise der eigenständigen Stadt Buda. Im Zuge der Komitatsreform 1876 wurden auch die Wahlkreise des Königreichs Ungarn reformiert. Der Wahlkreis Buda II wurde aufgelöst und zu den Wahlen 1878 in den Wahlkreis Budapest II umgegliedert.

## Abgeordnete
Folgende Abgeordnete wurden bei den Wahlen im Wahlkreis Buda II gewählt:
| Name          | Partei                            | Wahl | Amtszeit                             |
| ------------- | --------------------------------- | ---- | ------------------------------------ |
| Ferenc Házmán | –                                 | 1848 | 5. Juli 1848 – 13. August 1848       |
| Antal Balásy  | Felirati Párt (Adress-Partei)     | 1861 | 6. April 1861 – 22. August 1861      |
| Péter Ráth    | –                                 | 1865 | 14. Dezember 1865 – 9. Dezember 1868 |
| Ferenc Házmán | Deák Párt (Deák-Partei)           | 1869 | 22. April 1869 – 15. April 1872      |
| Ferenc Házmán | Deák Párt (Deák-Partei)           | 1872 | 3. September 1872 – 24. Mai 1875     |
| Ferenc Házmán | Szabadelvű Párt (Liberale Partei) | 1875 | 30. August 1875 – 29. Juni 1878      |